# Den franske invasion af Egypten
Den franske invasion af Egypten 1798—1801 var en militærkampagne som foregik under Revolutionskrigene og fortsattes ind i Napoleonskrigene.

## Felttoget
Napoleon Bonaparte blev af den franske regering beordret til at foretage en invasion af Egypten for at bryde englændernes handelsruter til Indien. Den 3. maj 1798 kom Napoleon til Toulon, og den 19. samme måned afsejlede flåden. Efter undervejs at have tvunget Malta til at overgive sig ankom den foran Alexandria 1. juli, og 2. juli blev byen besat. Derpå rykkede Napoleon frem, sejrede 21. juli i Slaget ved Pyramiderne, erobrede 22. juli kastellet i Kairo og tog 24. juli hovedkvarter i byen.
Men den 2. august ødelagde den britiske admiral Horatio Nelson den franske flåde på Abukirs red, og Tyrkiet besluttede at sende en tyrkisk hær gennem Syrien, mens en anden skulle samles på Rhodos for at gøre landgang i Egypten.
Napoleon gik først mod Syrien med et korps på 13.000 mand. 20. februar 1799 erobredes El Arisch, 7. marts stormedes Jaffa. 17. marts nåede Napoleon Akko. Belejringen påbegyndtes straks, og den 28. marts foretoges en storm, men den mislykkedes. Efter at en tyrkisk undsætningshær var blevet slået 16. april ved Thabor, foretog Napoleon en ny storm på Akko, men han led så betydelige tab, at han måtte vende tilbage til Egypten.
Den 14. juni nåede han Kairo. 11. juli landede tyrkerne fra Rhodos med 12.000 mand ved Abukir. Napoleon slog dem 25. juli så fuldstændig, at kun en meget lille rest undkom.
Uvist på hvilken måde fik Napoleon nu efterretning om, at de franske våben havde lidt nederlag i Italien. Han besluttede at vende hjem, rejste 18. august til Alexandria, overgav herfra kommandoen til general Jean Baptiste Kléber og afsejlede den 23. august på en fransk fregat, ledsaget af marskal Louis Alexandre Berthier og nogle adjutanter. Han landede den 9. oktober i Fréjus og begav sig straks til Paris.
I Napoleons fravær udviklede forholdene i Egypten sig til ugunst for franskmændene; Kléber blev myrdet i juni 1800, og hans efterfølger, Jacques-François Menou kapitulerede i 1801.

## Følgerne
Den kortvarige franske okkupation havde til gengæld andre følger. Den havde åbnet Egypten for Europa og europæiske kulturstrømninger, hele Egyptens politiske og økonomiske udvikling i det 19. århundrede, ved hvilken franskmænd og fransk kultur har spillet en fremtrædende rolle, er Bonapartes ekspeditions blivende fortjeneste.
Gennem den arkæologiske kommission, der ledsagede den franske ekspedition til Egypten, stiftedes for første gang nøjere bekendtskab med det gamle Egypten og dets mindesmærker, der gennem ekspeditionens beretning, Description de l’Égypte, 10 bind, tekst i 4°, 14 bind tavler i folio udgivet i Paris 1809—29, i tilforladelige afbildninger
blev gjort tilgængelige.
Ved fundet af Rosettestenen med dens dobbeltsprogede indskrift bragte ekspeditionen grundlaget for hieroglyffernes tydning, hvorved det videnskabelige studium af Egyptens gamle kultur – egyptologi — blev grundlagt.